# Lovejevo število
Lovejeva števila h, k in l so brezrazsežni parametri, ki merijo togost planetarnega telesa in občutljivost spremembe njegove oblike ob delovanju plimskih sil.
Leta 1911 (nekateri avtorji 1906) je Augustus Edward Hough Love vpeljal vrednosti h in k, ki opišejo značilnosti skupnega elastičnega odziva Zemljine oblike na plimske sile. Kasneje je leta 1912 T. Shida iz Japonske dodal še tretje Lovejevo število l, ki je bilo potrebno za pridobitev popolnega opisa Zemljinega odziva na plimske sile.
Lovejevo število h je definirano kot razmerje med plimovanjem telesa in višino statične plime v ravnovesju. Definirana je tudi kot navpični (radialni) premik ali variacija planetovih elastičnih lastnostih. Z vidika potenciala {\displaystyle V(\theta ,\phi )/g}, ki ustvarja plimo, je {\displaystyle hV(\theta ,\phi )/g} premik, kjer je {\displaystyle \theta } širina, {\displaystyle \phi } je vzhodna dolžina in {\displaystyle g} je pospešek zaradi gravitacije. Za hipotetično trdno Zemljo velja {\displaystyle h=0}. Za tekočo Zemljo bi marsikdo pričakoval, da velja {\displaystyle h=1}. A deformacija sfere povzroči spremembo potencialnega polja in torej še bolj deformira kroglo. Teoretični maksimum je {\displaystyle h=2.5}. Za pravo Zemljo leži {\displaystyle h} med obema vrednostma.
Lovejevo število k je definirano kot kubična dilacija ali razmerje dodatnega potenciala (samo-reaktivna sila), ki se ustvari pri deformaciji potenciala deformacije. Lahko se predstavi kot {\displaystyle kV(\theta ,\phi )/g}, kjer je {\displaystyle k=0} za trdno telo.
Lovejevo število l predstavlja razmerje vodoravnega premika od elementa od mase od planetove skorje in statične morske plime. V potencialnem zapisu je premik {\displaystyle l\nabla (V(\theta ,\phi ))/g}, kjer je {\displaystyle \nabla } vodoravni operator gradient. Kot velja že za h in k, velja za trdno telo {\displaystyle l=0}.